# Bohumír Cyril Petr
Bohumír Cyril Petr (13. října 1905 Kaznějov – 16. července 1976 Praha) byl český římskokatolický kněz a po určitou dobu člen benediktinského řádu, varhaník, hudební skladatel, hudební vědec, defektolog, topograf a historik.

## Život
Maturoval na gymnáziu v Plzni. Hudbu studoval nejprve soukromě. V roce 1920 se stal žákem Varhanní školy Obecné jednoty cyrilské v Praze, kde byl mimo jiné žákem významného varhaníka a skladatele Vojtěcha Říhovského. Vstoupil do benediktinského řádu a studoval katolickou filosofii v Salcburku. V roce 1930 byl vysvěcen na kněze v Beuronu a rok později obhájil doktorskou práci Das aesthetische Gefühl. V Salcburku se rovněž vyučil varhanářství. Jako varhaník působil v Salcburku a posléze v Praze.
V roce 1932 vystoupil z řádu a pokračoval ve studiích na Filozofické fakultě Univerzity Karlovy v Praze. Doktorem filosofie se stal v roce 1936, když obhájil práci: Symbolika v gregorianice s hlediska estetiky a liturgie. Zabýval se interpretací chrámové hudby a na toto téma publikoval řadu prací v časopise Cyril. Studoval i práva a přírodní vědy. Další doktorský titul získal v roce 1948 na Přírodovědecké fakultě za práci Homo musicus. Kromě toho vykonal státní zkoušky z němčiny, latiny, ze zpěvu, z varhan a dokonce z defektologie. Poslední se stalo až v roce 1954 a příslušná státní práce se jmenovala Reedukace sluchu jako výchovná pomůcka na školách. Mimo jiné se zabýval i topografií.
Pracoval jako středoškolský profesor v Duchcově, v Mladé Boleslavi a v Praze. Publikoval práce ze všech oborů, které vystudoval a to jak česky a německy, tak i latinsky. Napsal i několik sbírek básní. Konal četné přednášky a organizoval koncertní činnost. V pražském Muzeu hudby je uložen jeho rukopis několikasvazkové Encyklopedie varhan.

## Dílo
Vzhledem k šíři jeho zájmů není skladatelské dílo příliš obsáhlé. Zkomponoval několik desítek skladeb převážně určených pro chrámové účely.
- Zpívejme Hospodinu (duchovní písně s průvodem varhan, 1943)
- Mše českomoravská (1943)
- Jičínské requiem (1943)
- Týnské koledy (1944)
- Studentské písničky (1944)
- Zpěvy velkopáteční (1945)